# An der Moldau
An der Moldau (Sulla Moldava) op. 366, è una polka francese di Johann Strauss (figlio).

## Storia
La polka fu ispirata dalle melodie del secondo e del terzo atto dell'operetta Die Fledermaus. La prima parte del brano è tratta dalla musica di balletto scritta da Johann Strauss per il gran ballo organizzato dal principe Orlofsky durante il quale vengono eseguite una serie di danze nazionali.
L'uso che Johann fece di melodie boeme nella sua polka, influì anche sul titolo che venne cambiato per rendere il giusto omaggio proprio alla terra che aveva dato origine al genere della polka, ossia la Boemia, terra attraversata dalla Moldava (conosciuta anche come Vltava).
Secondo le dicerie popolari la destinataria della polka sarebbe stata una giovane ragazza boema, di nome Haniczka Selezka.

## Struttura
Ad aprire la sezione di ballo boemo sono due voci femminili che cantano Marianka komm und tanz me hier (Marianka venga e balli qui con me), ed è proprio quest'aria che offrì a Strauss lo spunto per i temi di apertura e chiusura della polka An der Moldau. I temi della parte centrale sono tratti invece dal coro finale del terzo atto (O Fledermaus! O Fledermaus!) e dal terzetto cantato da Rosalinde, Eisenstein e Alfred (Ich stehe voll Zagen) sempre nel terzo atto.

## Esecuzioni
La nuova polka, annunciata alla stampa col titolo di Marianka, fu eseguita per la prima volta da Eduard Strauss durante un concerto al Musikverein domenica 25 ottobre 1874 (casualmente giorno del compleanno di suo fratello Johann).